# Son Yeo-eun
Han Na-yeon (Hangŭl: 한나연), nota principalmente con il nome d'arte Son Yeo-eun (Hangŭl: 손여은) (Pusan, 4 agosto 1983) è un'attrice sudcoreana.

## Filmografia parziale

### Cinema
- Mongjeonggi (몽정기 2), regia di Jeong Cho-shin (2005)
- Jambokgeunmu (잠복근무), regia di Park Kwang-chun (2005)
- Gosa - Pi-ui Junggan-gosa (고死: 피의 중간고사), regia di Nayato Fio Nuala e Chang (2008)
- Naega beorin yeoreum (내가 버린 여름) – cortometraggio (2012)
- Segye-ilju (세계일주), regia di Lee Hang-bae (2015)
- Coin Locker (코인라커), regia di Kim Tae-kyung (2015)

### Televisione
- Dangsin gyeot-euro (당신 곁으로) – serial TV (2003)
- Cheonsaeng-yeonbun (천생연분) – serial TV (2004)
- Yves Cafe (이브카페) – film TV (2004)
- Dor-a-on single (돌아온 싱글) – serial TV (2005)
- Yeon-in-i-yeo (연인이여) – serial TV (2007)
- In Tunnel (인 터널) – film TV (2007)
- Swit! Geogi, cheonsa (쉿! 거기, 천사) – film TV (2007)
- Castella (카스테라) – film TV (2007)
- Ground Zero (그라운드 제로) – miniserie TV, 2 episodi (2007)
- New Heart (뉴하트) – serial TV (2007-2008)
- Channanhan yusan (찬란한 유산) – serial TV (2009)
- Dream (드림) – serial TV (2009)
- Jibung tturko high kick! (지붕 뚫고 하이킥!) – serial TV, episodio 2 (2009) - cameo
- Yeoreum i-yagi (여름이야기) – film TV (2010)
- Gaksital (각시탈) – serial TV (2012)
- Dae-wang-ui kkum (대왕의 꿈) – serial TV (2012-2013)
- Guam Heo Jun (구암 허준) – serial TV (2013)
- Sebeon gyeolhonhaneun yeoja (세번 결혼하는 여자) – serial TV (2013-2014)
- Butakhae-yo, eomma (부탁해요, 엄마) – serial TV (2015)
- Pigo-in (피고인) – serial TV (2017)
- The Uncanny Counter – serie televisiva, episodi 1-2, 16 (2020-2021)
- L'affetto reale (연모) – serie TV (2021)
- High School in Seoul - La scuola dei ricchi (금수저?, GeumsujeoLR) – serie TV (2022)

## Riconoscimenti
| Anno | Premio               | Categoria                                                  | Opera nominata                 | Risultato   |
| ---- | -------------------- | ---------------------------------------------------------- | ------------------------------ | ----------- |
| 2007 | KBS Drama Awards     | Miglior attrice in un drama da un solo atto/speciale/corto | Swit! Geogi, cheonsa, Castella | Candidato/a |
| 2014 | Baeksang Arts Awards | Miglior nuova attrice (TV)                                 | Sebeon gyeolhonhaneun yeoja    | Candidato/a |